# Marija Preobraženskaja
Marija Pavlovna Preobraženskaja (in russo Мария Павловна Преображенская?; Kostroma, 23 maggio 1863 – 28 dicembre 1932) è stata un'alpinista russa, la prima donna a scalare il Kazbek.
È stata la prima persona a raggiungere per una seconda volta la vetta dello stesso monte.

## Biografia
Insegnante di professione, la Preobraženskaja è nota per aver raggiunto la vetta del monte Kazbek, tra il 1900 e il 1920, per ben nove volte. È stata inoltre membro della Società geografica russa e installatrice del primo termometro per il rilevamento delle temperature minime e massime in quota, nel 1902, nonché supervisore ai lavori per la costruzione della prima stazione meteorologica sul monte Kazbek, nel 1912.